# Гулас Драскос
Гулас Драскос (на гръцки: Γούλας Δράσκος) е гръцки революционер, участник в Гръцката война за независимост.

## Биография
Роден е в края на XVIII век в района на Катерини. Става хайдутин и действа в Олимп. Служи при Никоцарас. В 1822 година участва в Негушкото въстание. След разгрома на Негуш, четите на Адамандиос Николау, Гулас Драскос, Тольос Лазос, Константинос Бинос и Митрос Лякопулос се сблъскват с османците при Кастания и Милия. След това на среща в манастира „Свети Дионисий“ решават да напуснат Олимп и Лякопулос, Николау, Драскос и Бинос заедно със семействата си заминават на Скиатос и Скопелос. Взима участие в много морски сражения. Загива на Псара при героичната отбрана на острова в 1824 г. Името му носи улица в квартала Катафигиотика на Катерини.